# The Authors of Pain
The Authors of Pain – tag team w profesjonalnym wrestlingu występujący w federacji WWE w brandzie NXT. Drużynę reprezentują Akam i Rezar, zaś ich menedżerem jest Paul Ellering. Pseudonimy ringowe zawodników bazują na nazwie Occam’s razor (pol. Brzytwie Ockhama).

## Historia
Akam i Rezar zadebiutowali w brandzie NXT podczas gali NXT TakeOver: The End z 8 czerwca 2016. Po walce American Alpha z The Revival o NXT Tag Team Championship wkroczyli do ringu i zaatakowali American Alpha, po czym wrócili na zaplecze w towarzystwie Paula Elleringa. 15 czerwca podczas odcinka tygodniówki NXT wygrali swoją pierwszą wspólną walkę z jobberami. 19 listopada wygrali turniej Dusty Rhodes Tag Team Classic, gdzie w finale mającym miejsce na gali NXT TakeOver: Toronto pokonali TM-61. W styczniu 2017 na gali NXT TakeOver: San Antonio zdobyli NXT Tag Team Championship pokonując #DIY (Johnny’ego Gargano i Tommaso Ciampę).

## Styl walki
- Drużynowe finishery
  - The Last Chapter (Russian legsweep i Lariat)[6][7][8]
- Inne ruchy drużynowe
  - Super Collider (Stereo powerbomb po zderzeniu dwóch przeciwników ze sobą)[9][10][11][12][13]
  - Neckbreaker (Akam) i sitout powerbomb (Rezar)
  - Spinning sidewalk slam (Rezar) i running big boot (Akam)
- Menedżerowie
  - Paul Ellering
- Motywy muzyczne
  - "Pain" ~ CFO$ (NXT; od 15 czerwca 2016)

## Mistrzostwa i osiągnięcia
- Pro Wrestling Illustrated
  - PWI umieściło Rezara na 372. miejscu rankingu PWI 500 w 2016[14]
  - PWI umieściło Akama na 376. miejscu rankingu PWI 500 w 2016[14]
- WWE NXT
  - NXT Tag Team Championship (1 raz; obecni)[15]
  - Zwycięzcy turnieju Dusty Rhodes Tag Team Classic (2016)